# Denise Parker
Denise Parker (Salt Lake City, 12 dicembre 1973) è un'ex arciera statunitense.

## Palmarès
- Giochi olimpici

Seoul 1988: bronzo nella gara a squadre.
- Giochi panamericani

Indianapolis 1987: oro nell'individuale e nella gara a squadre;
Havana 1991: oro nell'individuale e nella gara a squadre;
Winnipeg 1999: oro nella gara a squadre.